# Nationalencyklopedin

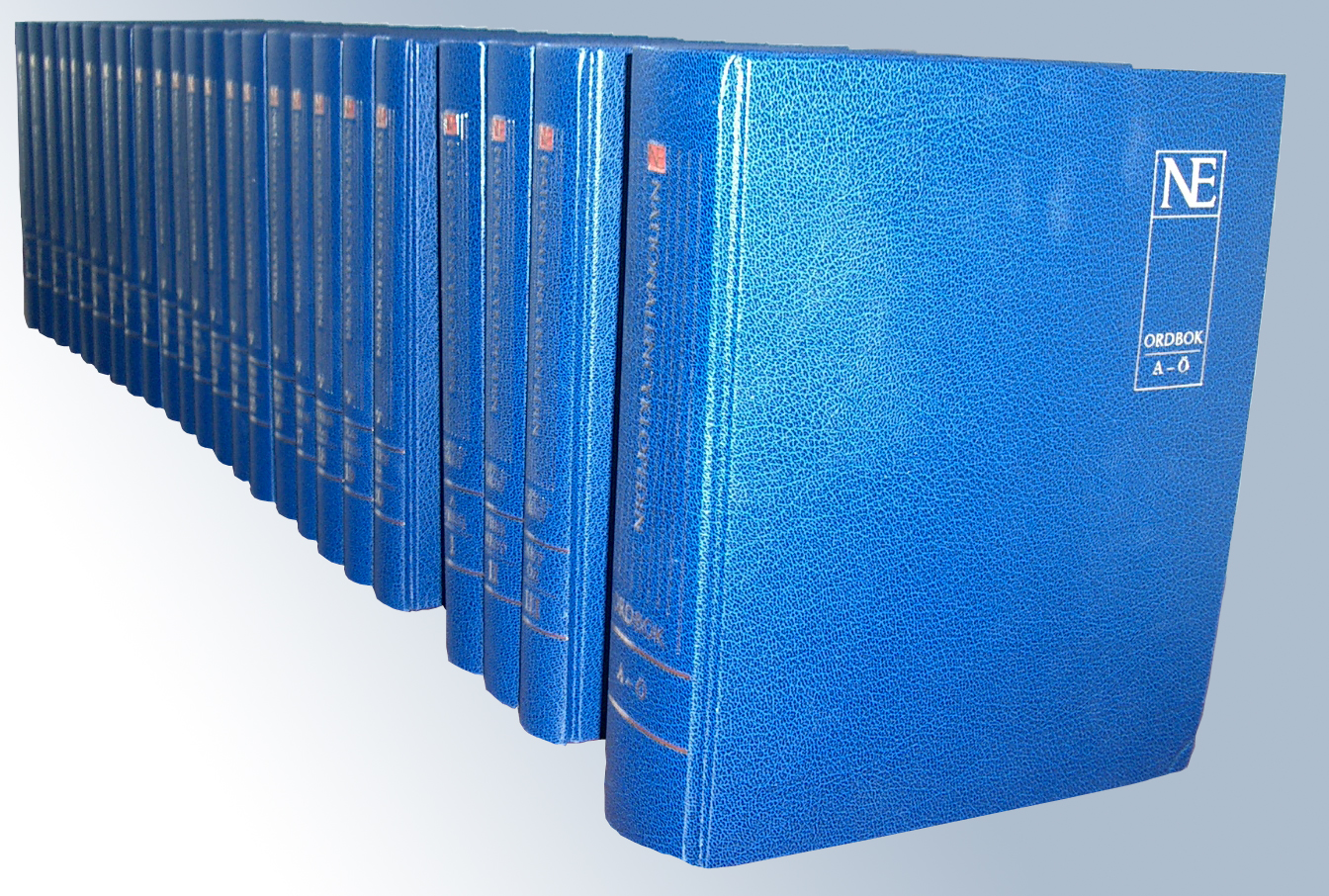
Papierowe wydanie encyklopedii

Nationalencyklopedin – największa szwedzka encyklopedia współczesna. Jej stworzenie było możliwe dzięki kredytowi w wysokości 17 mln koron, którego udzielił rząd szwedzki w 1980 roku i który został spłacony w 1990. Drukowana wersja składa się z 20 tomów i zawiera 172 tys. haseł. Wersja internetowa zawiera 260 tys. haseł (stan z czerwca 2005). Inicjatorem projektu był rząd szwedzki, który rozpoczął negocjacje z różnymi wydawcami. Negocjacje zakończyły się w 1985, kiedy na wydawcę został wybrany Bra Böcker z Höganäs. Encyklopedia miała uwzględniać kwestie genderowe i związane z ochroną środowiska. Pierwszy tom ukazał się w 1989 roku, ostatni w 1996. Dodatkowo w roku 2000 ukazały się trzy dodatkowe tomy. Encyklopedię zamówiło 54 tys. osób. W 1997 roku ukazało się wydanie cyfrowe na CD, a w 2000 pojawiło się wydanie internetowe, które jest uzupełniane na bieżąco.